# Nadezjda Misjakova
Nadezjda Andrejevna Misjakova (Russisch: Надежда Андреевна Мисякова, Wit-Russisch: Надзея Андреевна Місякова) (Minsk, 1 juni 2000) is een Wit-Russische zangeres. Ze vertegenwoordigde Wit-Rusland op het Junior Eurovisiesongfestival 2014 in Malta met het liedje Sokal.

## Biografie
Nadezjda Misjakova werd geboren in Minsk als dochter van Olga en Andrej Misjakova. Vanaf haar achtste volgt ze zanglessen en is onderdeel van de zanggroep Zanarak. Misjakova heeft (met succes) meegedaan aan internationale zangwedstrijden zoals Golden Bee, Wind Rose en Crimea Waves. Ze was ook deelnemer aan de televisietalentjacht Ja Pojoe op het Wit-Russische kanaal ONT, waar ze onder andere een duet zong met Dmitri Koldoen.
Haar muzikale voorbeelden zijn Ani Lorak, Pelageja, Polina Gagarina en Lana Del Rey.

### Junior Eurovisiesongfestival
In 2012 waagde Misjakova haar eerste kans bij de Wit-Russische voorronde van het Junior Eurovisiesongfestival 2012 als onderdeel van de zanggroep Zaranak en eindigde daar als achtste. Een jaar later kwam ze, dit keer solo, terug met het Delovaja, toen werd ze negende.
In 2014 was het eindelijk raak voor haar, ze won de Wit-Russische nationale finale, die met een extra juryronde werd besloten na gelijkspel. Haar liedje Sokal werd het eerste liedje voor Wit-Rusland sinds 2004 dat in het Wit-Russisch werd gezongen. De melodie van het nummer werd geschreven door Uzari. 
In Malta trad ze als allereerste aan tijdens de finale van het Junior Eurovisiesongfestival 2014, uiteindelijk werd ze zevende met 71 punten.
2003: Volja Satsoek ·
2004: Jahor Vautsjoek ·
2005: Ksenia Sitnik ·
2006: Andrej Koenets ·
2007: Aleksej Zjigalkovitsj ·
2008: Dasja, Alina & Karina ·
2009: Joeri Demodovitsj ·
2010: Danil Kozlov ·
2011: Lidia Zablotskaja ·
2012: Egor Zjesjko ·
2013: Ilja Volkov ·
2014: Nadezjda Misjakova · 
2015: Roeslan Aslanov · 
2016: Aleksander Minjonok · 
2017: Helena Meraai · 
2018: Daniel Jastremisky · 
2019: Elizaveta Misnikova · 
2020: Arina Pechtereva